# Desdémona (satélite)
Desdémona é um satélite natural interno de Urano. Foi descoberto com imagens tiradas pela sonda Voyager 2 em 13 de janeiro de 1986 e recebeu a designação provisória S/1986 U 6. Recebeu o nome de uma personagem da peça de William Shakespeare Othello. Desdémona também é chamada de Urano X.
Pouco se sabe sobre Desdémona além de sua órbita, diâmetro médio de 64 km e albedo geométrico de 0,08. Nas imagens da Voyager 2 Desdémona aparece como um objeto alongado com seu eixo maior apontando em direção a Urano. A razão dos eixos de Desdémona é de 0,6 ± 0,3. Sua superfície tem coloração cinza.
Desdémona pertence ao grupo de satélites Pórcia, com órbitas e propriedades fotométricas similares, o qual também inclui Bianca, Créssida, Julieta, Pórcia, Rosalinda, Cupido, Belinda e Perdita. A proximidade entre esses satélites significa que eles estão constantemente perturbando uns aos outros, resultando em órbitas instáveis e eventuais colisões. Simulações indicam que Desdémona provavelmente colidirá com Créssida em uma escala de tempo de 100 mil a 10 milhões de anos.